# 正論新聞
正論新聞（せいろんしんぶん）とは、元読売新聞記者の三田和夫により、1967年元旦に創刊された個人新聞である。資金難に苛まれて不定期刊となった。旬刊2ページから4-6ページ。週刊に切り替えて6-8ページとなった。やがて週2回各4ページで発行。日通事件を政治検察の動きと見て、検察批判を行った。信条は、「庶民の率直な気持ちを紙面に反映し、権力、暴力など、力に屈しません」

## 三田和夫
（1921年6月11日ー1991年2月11日）
盛岡市に生まれる。1943年日本大学芸術科卒業。読売新聞社に入る。
1947年、シベリアより復員、読売社会部に復職。法務省、国会、警視庁、通産省・農務省も各記者クラブ詰めを経て、最高裁司法記者クラブのキャップとなる。
1958年7月22日、横井英樹襲撃事件で犯人隠避容疑により逮捕される。25日間を留置場ですごし帰宅する。当時の新聞で、自身が愚連隊の一味として書かれていたという。読売新聞を退社し、翌年に三田コン株式会社を設立するも、2年ほどで倒産してしまう。以後、フリージャーナリストになる。
1967年、株式会社正論新聞社を設立する。1968年2月、松本清張の小説『深層海流』に三田の『赤い広場―霞ヶ関』からの盗作が十数か所見られるとして松本を著作権侵害で告訴するが、同年7月不起訴処分となった。

## 著書
- 『迎えにきたジープ-奪われた平和』20世紀社 1955年
- 『赤い広場―霞ヶ関 山本ワシントン調書』20世紀社 1955年
- 『最後の事件記者』実業之日本社 1958年
- 『黒幕・政商たち-たちあがる事件記者』日本文華社 1968年
- 『正力松太郎の死の後にくるもの』創魂出版 1969年
- 『新宿慕情』[5]正論新聞社出版局 1975年

## 映画
- 姑娘と五人の突撃兵(原案を担当)　監督・並木鏡太郎、主演・宇津井健、新東宝、1958年6月22日公開,70分[6]